# Виргиния в Гражданской войне
Содружество Вирджиния (The Commonwealth of Virginia) стало ведущим штатом Конфедерации в годы гражданской войны. Собрание по вопросу о сецессии было созвано 13 февраля 1861 года, через 9 дней после того, как первые семь штатов образовали Конфедерацию. На собрании доминировали делагаты-федералисты, поэтому 4 апреля предложение сецессии было отвергнуто. Однако 15 апреля, после сражения у форта Самтер, президент Линкольн объявил войну Югу. 17 апреля собрание проголосовало за сецессию. 23 мая постановление о сецессии было официально ратифицировано, а через несколько дней Ричмонд стал столицей Конфедерации. В Белом Доме Конфедерации, неподалёку от Капитолия, поселился президент Джефферсон Дэвис. В те же дни федеральная армия оккупировала город Александрия.
Гражданская война на восточном театре свелась в основном к наступлению северян на Ричмонд, поэтому основные сражения произошли именно на территории Вирджинии.

## Сецессия
15 ноября 1860 года губернатор Вирджинии Джон Летчер призвал созвать специальную сессию Вирджинской Генеральной Ассамблеи чтобы решить, помимо прочего, вопрос о созыве собрания по вопросам сецессии. 7 января законодательное собрание назначило созыв собрания на 14 января. 19 января Генеральная Ассамблея призвала собрать национальную Мирную Конференцию, которую возглавил бывший президент, вирджинец Джон Тайлер. Эта конференция собралась в Вашингтоне 4 февраля, в тот же день, что и вирджинское собрание по вопросам сецессии.
В вирджинском голосовании приняли участие 145 700 человек, которые выбрали 152 представителя на Собрание. Пятая часть из них была сторонниками отделения от Союза, пятая часть была федералистами, а остальные 92 представителя не определились с позицией. И всё же сецессионисты оказались в меньшинстве. В тот же день Конгресс Конфедерации в Монтгомери объявил об образовании Конфедеративных Штатов Америки.
Собрание открылось 13 февраля в здании ричмондского института механики (на углу Девятой и Мэйн-Стрит в Ричмонде). Первым делом был создан «Federal Relations Committee», который должен был прийти к компромиссу в вопросе о сецессии, в этот комитет вошли 4 сецессиониста, 7 федералистов и 10 неопределившихся. Собрание не спешило с принятием решений: время работало на них, к тому же, они ожидали, что вашингтонская мирная конференция уладит кризис. Однако, после провала мирной конференции в конце февраля, неопределившиеся делегаты стали склоняться на сторону федерализма. Положение изменилось после инаугурационной речи Линкольна — теперь сецессионистские настроения начали расти.

## Известные генералы-вирджинцы

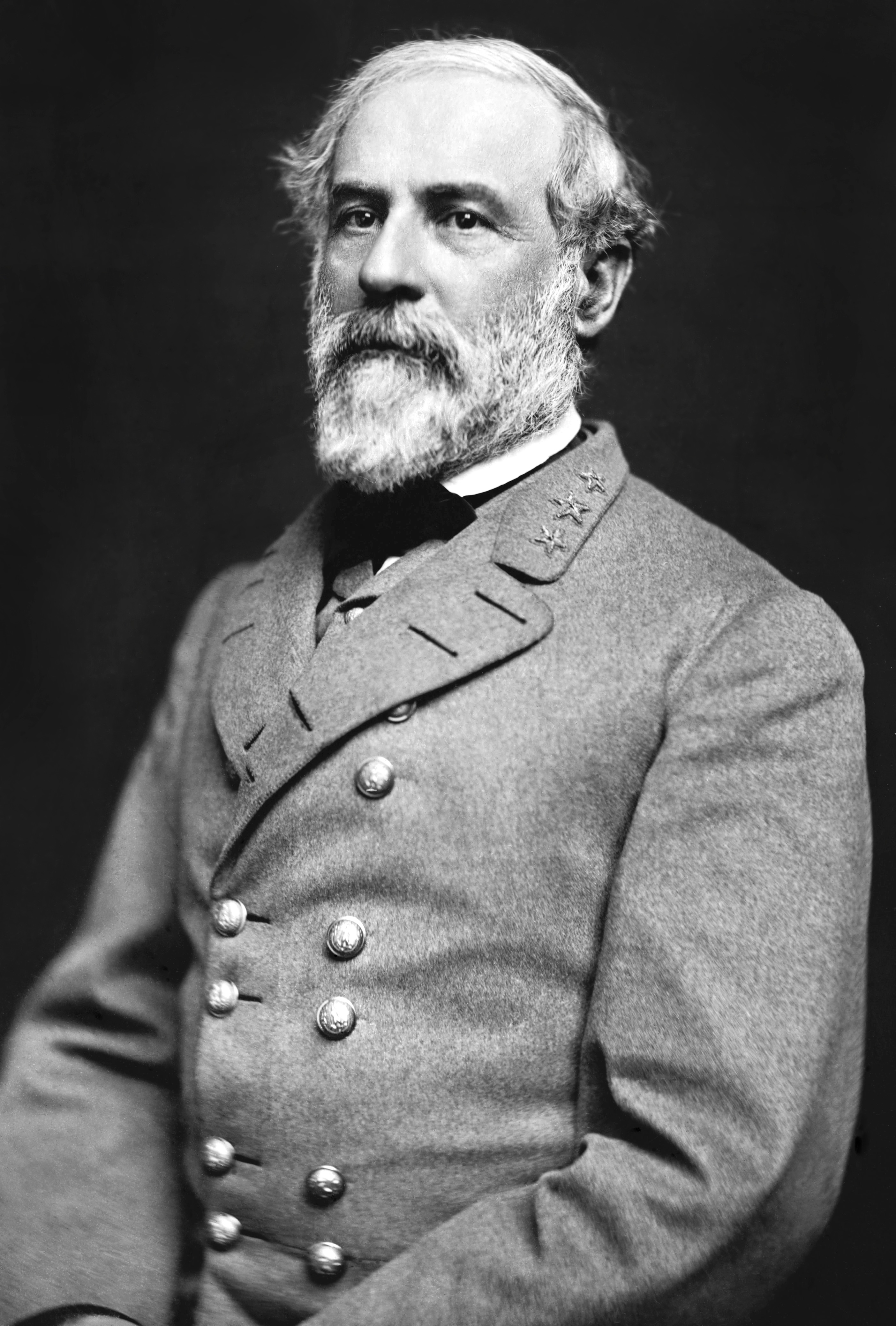
Роберт Ли
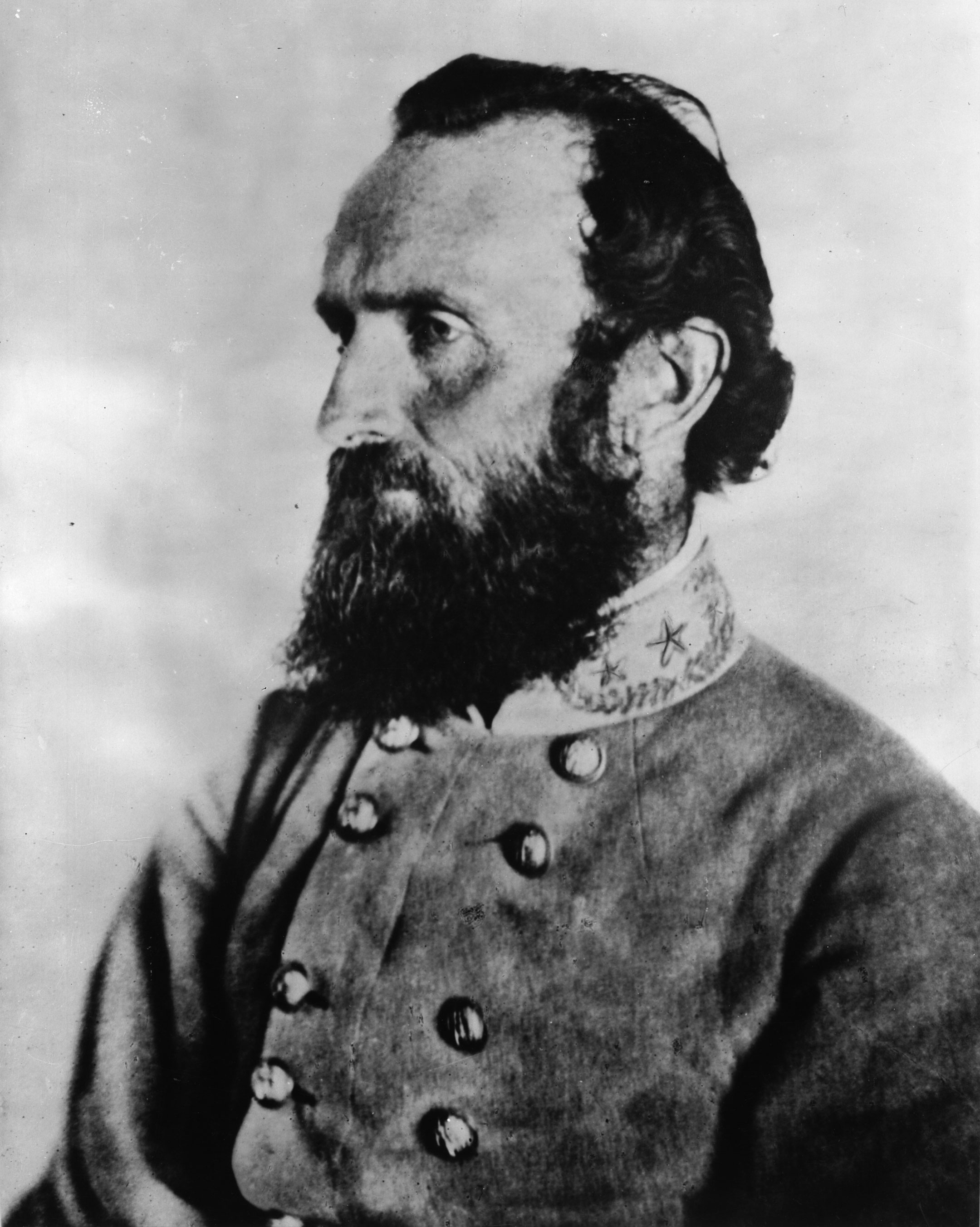
Томас Джексон
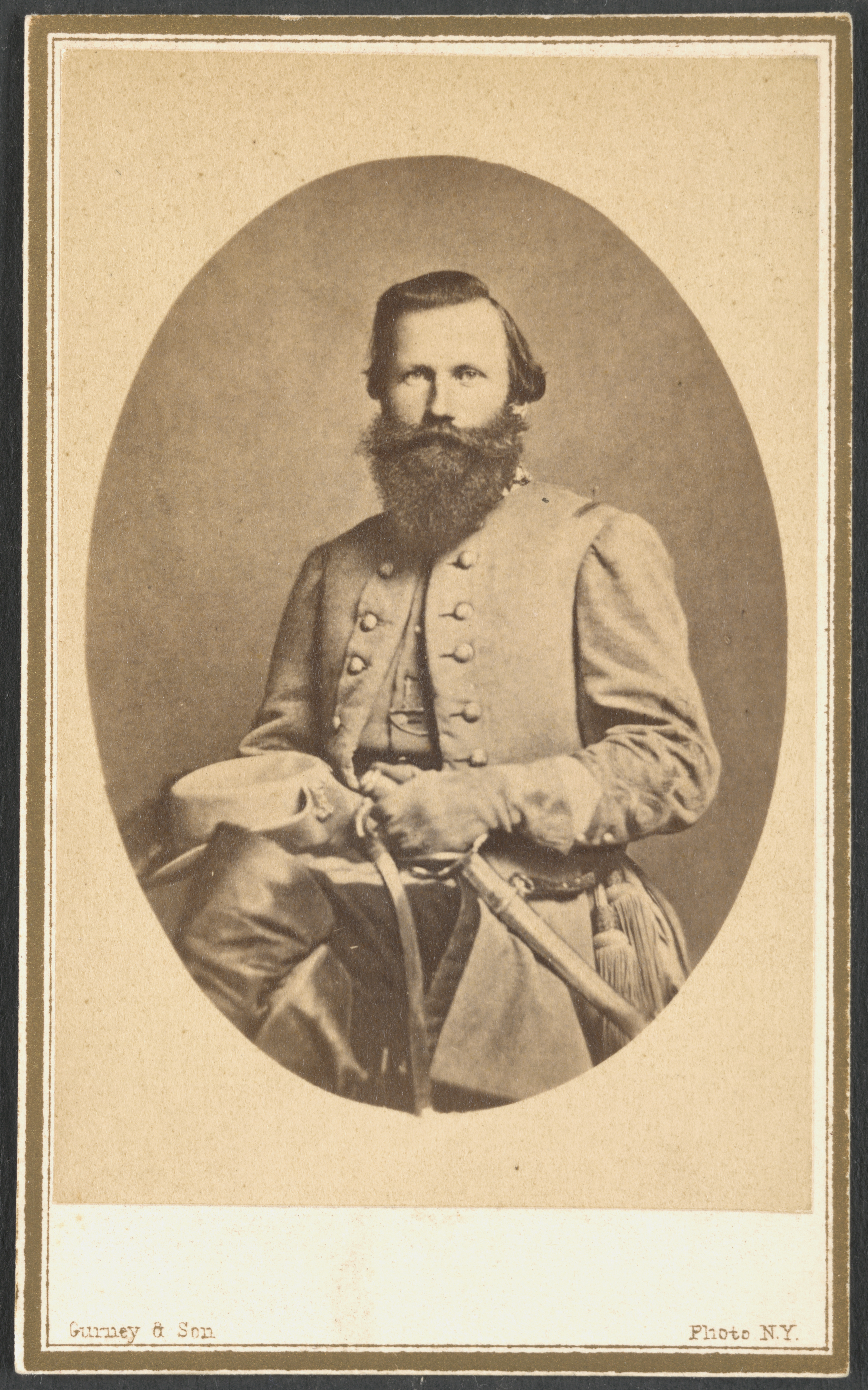
Джеб Стюарт
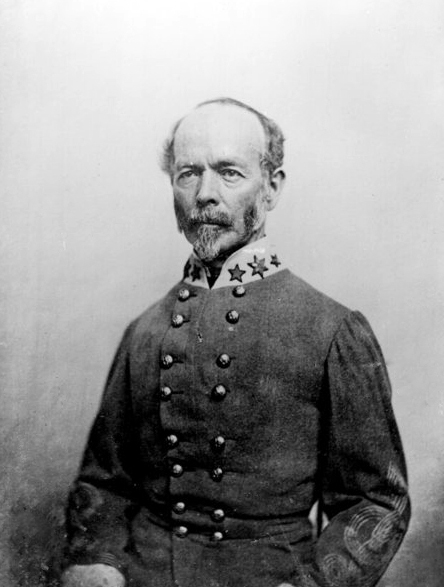
Джозеф Джонстон
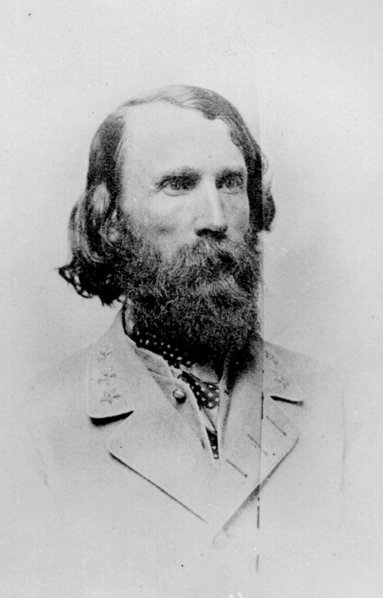
Э.П.Хилл
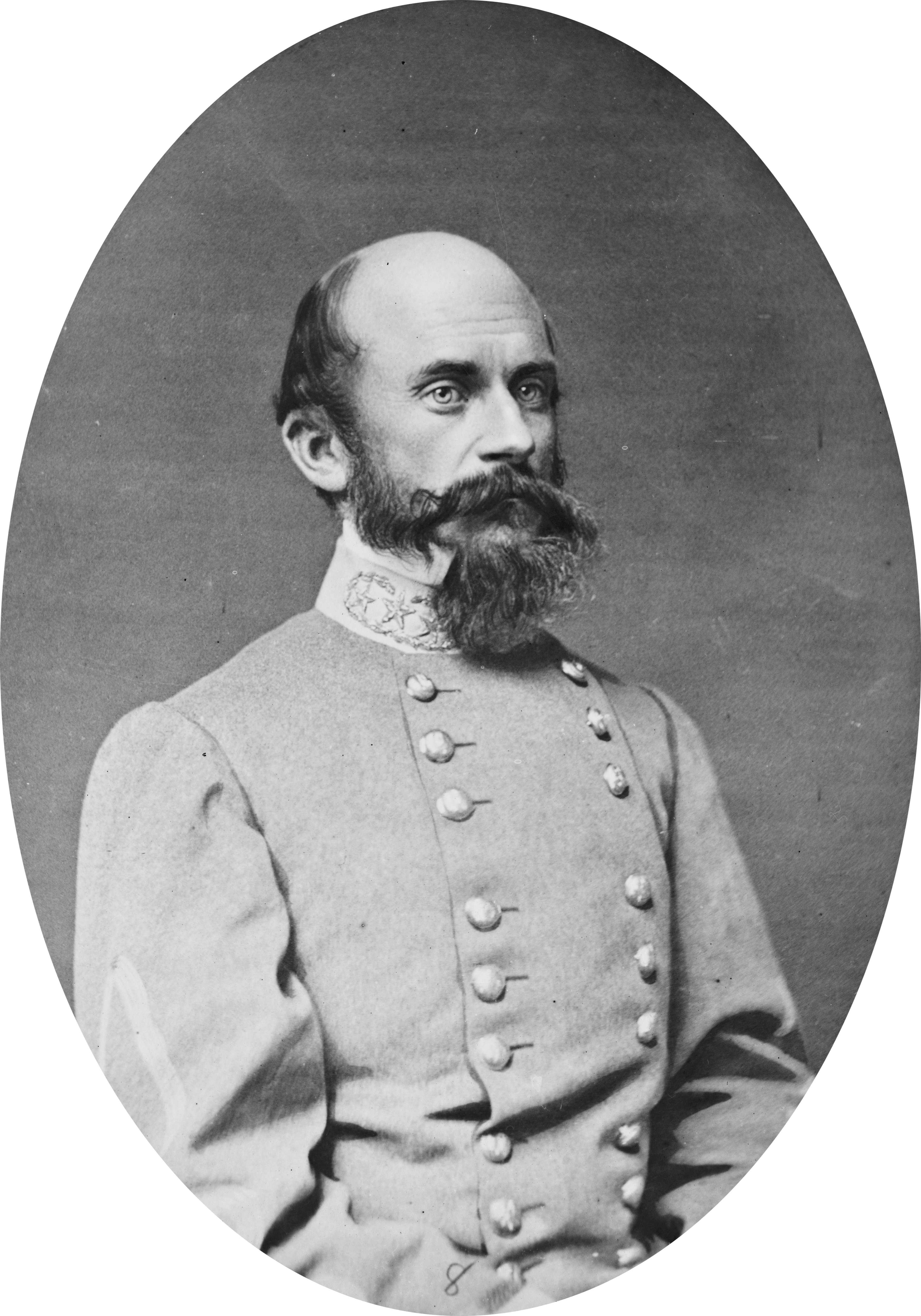
Ричард Юэлл
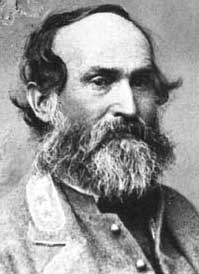
Джубал Эрли
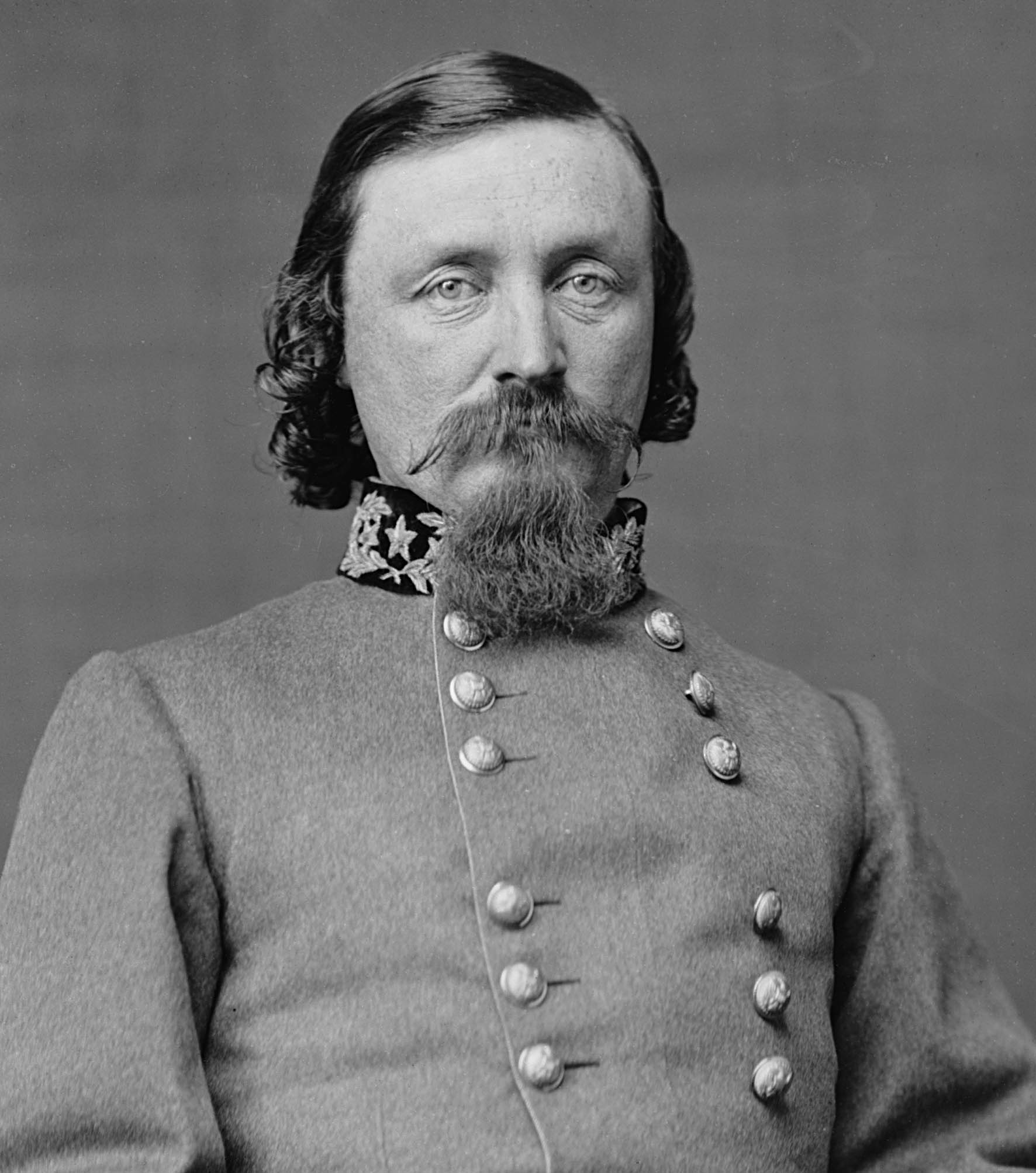
Джордж Пикетт
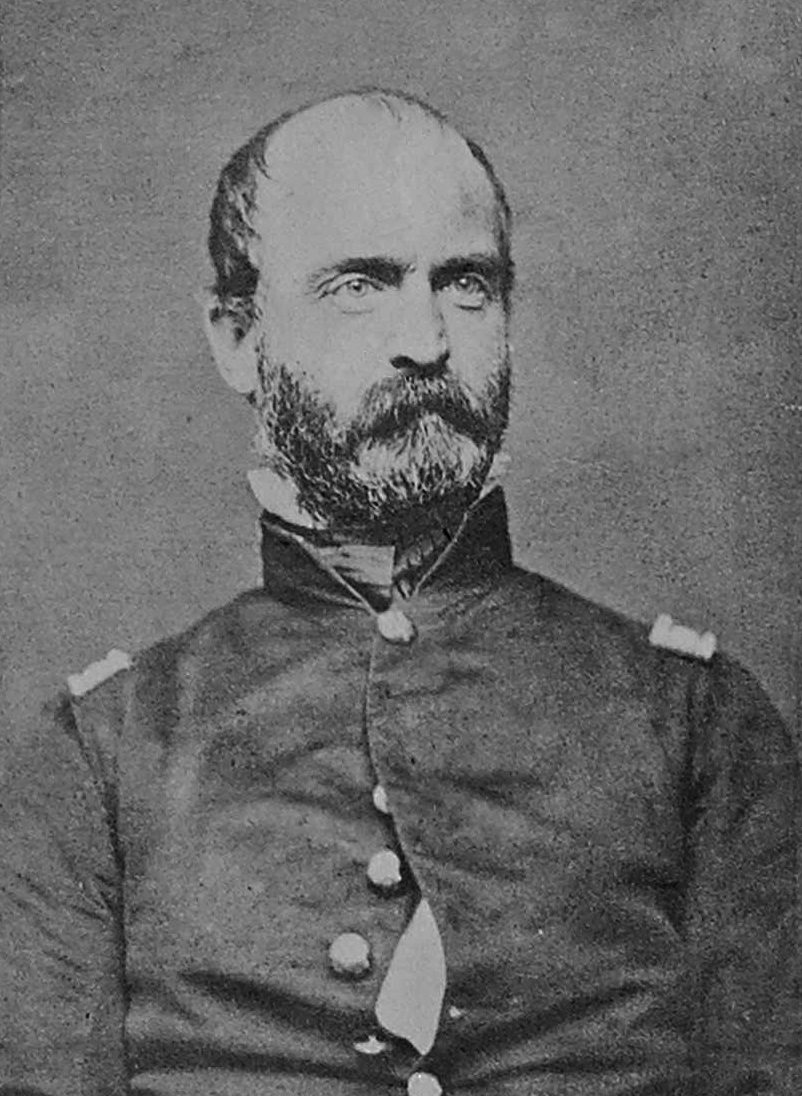
Льюис Армистед